# Thomas Middleton (évêque)
Thomas Fanshawe Middleton, né le 28 janvier 1769 à Kedleston (Angleterre) et décédé le 8 juillet 1822 à Calcutta, est le premier évêque anglican de Calcutta.

## Biographie
Né à Kedleston, dans le Derbyshire, paroisse dont son père Thomas Middleton était le recteur, Thomas Middleton étudie à Christ's Hospital puis à Pembroke College (Cambridge) et est ordonné prêtre dans l'Église d'Angleterre au moment de son diplôme. Il est nommé curé de Gainsborough (1792), recteur de Tansor (1795), recteur de Bytham (1802), prébendier de Lincoln (1809), archidiacre d'Huntingdon et vicaire de St Pancras.
En 1814, il devient le premier évêque du diocèse anglican de Calcutta. Son diocèse ne se limitait pas à l'Inde, mais comprenait la totalité du territoire de la Compagnie britannique des Indes orientales. Thomas Middleton a fondé le Collège épiscopal de Calcutta, pour la formation du clergé. En mai 1814, il est nommé membre de la Royal Society au motif qu'il était « un gentleman bien connu du monde littéraire comme l'auteur de plusieurs ouvrages classiques, et familiers de divers départements de la science. »
Décédé d'une insolation le 8 juillet 1822 à Calcutta, Mgr Middleton est enterré dans l'ancienne cathédrale anglicane (aujourd'hui 'Église Saint-Jean de Calcutta').

## Souvenir
- Deux rues de Calcutta portent son nom: la 'Middleton street' et le 'Middleton Row', tous deux dans le quartier de 'Park Street'.